# Lasioglossum maurusium
Lasioglossum maurusium là một loài Hymenoptera trong họ Halictidae. Loài này được Blüthgen mô tả khoa học năm 1935.